# Intracelular
El término intracelular en biología celular, biología molecular y campos relacionados, significa "dentro de la célula".
Se utiliza en contraste con extracelular (fuera de la célula). La membrana celular (y, en muchos organismos, la pared celular) es la barrera entre los dos, y la composición química del medio intra y extracelular (Milieu intérieur) puede ser radicalmente diferente. En la mayoría de los organismos, por ejemplo, una ATPasa de Na+/K+ mantiene un alto nivel de potasio dentro de las células mientras mantiene el sodio bajo, lo que lleva a la excitabilidad química.